# CNN
CNN (Cable News Network, que em português significa Rede de Notícias a Cabo) é um canal de notícias através de televisão por assinatura estadunidense, em propriedade da Warner Bros. Discovery. A CNN foi fundada em 1980 pelo empresário Ted Turner como um canal de notícias 24 horas. Após seu lançamento em 1980, a CNN foi o primeiro canal de televisão a fornecer cobertura jornalística em 24 horas, e foi o primeiro exclusivamente voltado para notícias nos Estados Unidos.
Apesar do canal ter várias emissoras afiliadas, a CNN transmite principalmente do 30 Hudson Yards em Nova Iorque e de estúdios em Washington, D.C. e Los Angeles. Sua sede no CNN Center, em Atlanta, é usada apenas para a programação de fim de semana. A CNN às vezes é chamada de CNN/US (ou CNN Domestic). para distinguir o canal dos EUA de sua rede irmã internacional, CNN International.
A rede é conhecida por sua dramática cobertura ao vivo de notícias de última hora, algumas das quais atraíram críticas como excessivamente sensacionalistas e por seus esforços de ser apartidária.
Em setembro de 2018, a CNN tinha 90,1 milhões de domicílios de televisão como assinantes (97,7% dos domicílios com cabo) nos Estados Unidos. Em 2019, a CNN ficou em terceiro lugar entre as redes de notícias a cabo, atrás das rivais Fox News e MSNBC, com média de 972 mil espectadores. A CNN ocupa a 14.ª posição entre todas as redes básicas de cabo. Globalmente, a programação da CNN é transmitida pela CNN International, que pode ser vista por espectadores em mais de 212 países e territórios.

## História

### Início
A Cable News Network foi lançada às 5:00 da tarde Hora do Leste em 1 de junho de 1980. Após uma introdução de Ted Turner, a equipe de marido e mulher de David Walker e Lois Hart ancorou o primeiro noticiário do canal. Burt Reinhardt, vice-presidente executivo da CNN em seu lançamento, contratou a maioria dos 200 primeiros funcionários do canal, incluindo o primeiro âncora da rede, Bernard Shaw.
Desde o seu lançamento, a CNN expandiu seu alcance para vários fornecedores de televisão a cabo e por satélite, vários sites e canais especializados de circuito fechado (como o CNN Airport). A empresa possui 42 agências (11 nacionais, 31 internacionais), mais de 900 estações locais afiliadas (que também recebem conteúdo de notícias e recursos por meio do serviço de notícias em vídeo CNN Newsource), e várias redes regionais e de idiomas estrangeiros em todo o mundo. O sucesso do canal transformou o fundador Ted Turner em um legítimo magnata, e preparou o terreno para a eventual aquisição pelo conglomerado Time Warner do Turner Broadcasting System em 1996.
Um canal associado, o CNN2, foi lançado em 1.º de janeiro de 1982, e apresentava um ciclo contínuo de 24 horas de transmissões de notícias de 30 minutos.

### Eventos importantes

#### Guerra do Golfo

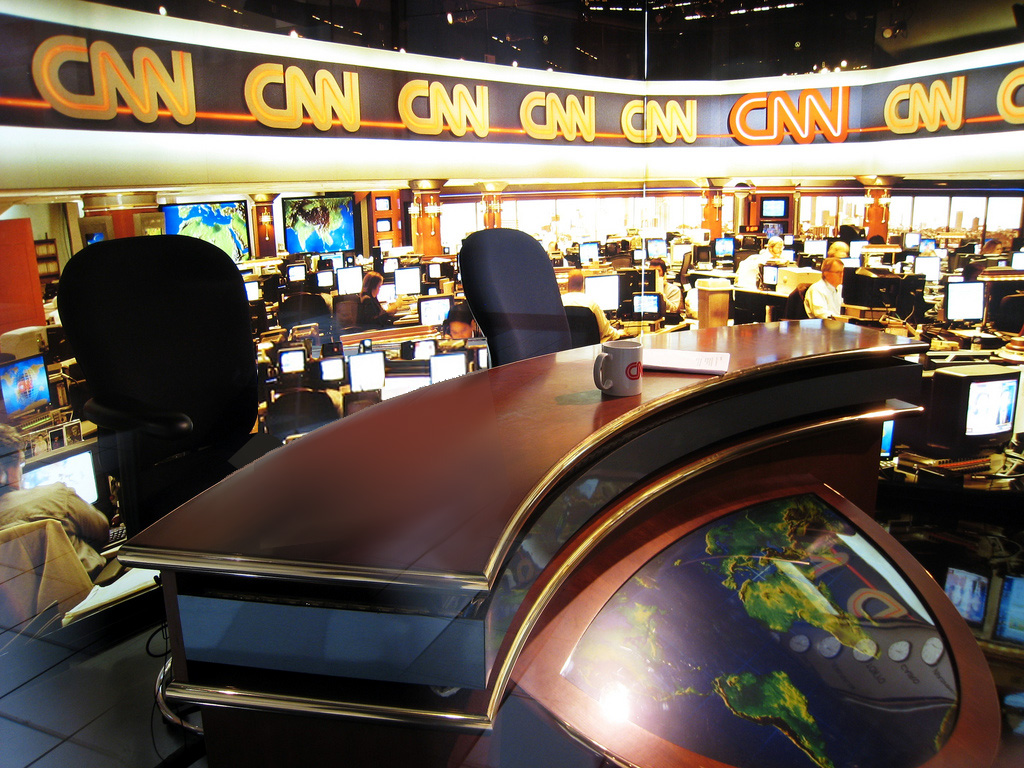
Réplica da redação no CNN Center

A primeira Guerra do Golfo Pérsico em 1991 foi um divisor de águas para a CNN que catapultou o canal pelas "Três Grandes" redes estadunidenses pela primeira vez em sua história, em grande parte devido a uma informação histórica e sem precedentes: a CNN era a única fonte de notícias com a capacidade de se comunicar de dentro do Iraque durante as primeiras horas da campanha de bombardeio da Coalizão, com reportagens ao vivo do hotel al-Rashid em Bagdá pelos repórteres Bernard Shaw, John Holliman e Peter Arnett.
O momento em que o bombardeio começou foi anunciado na CNN, a segunda rede de televisão a noticiar o caso atrás, por segundos, da TV Globo, por Shaw em 16 de janeiro de 1991, como segue:
Este é Bernie Shaw. Algo está acontecendo lá fora. Peter Arnett, junte-se a mim aqui. Vamos descrever aos nossos espectadores o que estamos vendo... Os céus de Bagdá foram iluminados... Estamos vendo flashes brilhantes disparando por todo o céu.
Incapaz de transmitir cenas ao vivo de Bagdá, a cobertura das horas iniciais da Guerra do Golfo da CNN tinha a sensação dramática de uma transmissão de rádio - e foi comparada aos lendários e emocionantes relatos de Edward R. Murrow, âncora da CBS, em rádio ao vivo do bombardeio nazista de Londres durante a Segunda Guerra Mundial. Apesar da falta de imagens ao vivo, a cobertura da CNN foi transmitida por estações de televisão e redes em todo o mundo, resultando na CNN sendo assistida por mais de um bilhão de telespectadores em todo o mundo.
A experiência da Guerra do Golfo trouxe à CNN certa legitimidade e transformou nomes familiares de repórteres anteriormente obscuros. Shaw, conhecido por sua reportagem ao vivo de Bagdá durante a Guerra do Golfo, tornou-se o principal âncora da CNN até sua aposentadoria em 2001.
A cobertura da Primeira Guerra do Golfo e de outras crises do início dos anos 1990 (particularmente a infame Batalha de Mogadíscio) levou as autoridades do Pentágono a cunhar o termo "efeito CNN" para descrever o impacto percebido da cobertura de notícias em  tempo real nos processos de tomada de decisão do governo estadunidense.

#### Ataques de 11 de setembro de 2001
A CNN foi o primeiro canal de notícias a cabo a divulgar os ataques de 11 de setembro de 2001. A âncora Carol Lin estava no ar para entregar o primeiro relato público do evento. Ela entrou no meio de um comercial às 8:49 da manhã, horário da costa leste, e disse:
Acabou de acontecer. Você está vendo obviamente uma cena ao vivo muito perturbadora. Esse é o World Trade Center e temos relatos não confirmados nesta manhã de que um avião colidiu com uma das torres do World Trade Center. O CNN Center agora está apenas começando a trabalhar nesta história, obviamente chamando nossas fontes e tentando descobrir exatamente o que aconteceu, mas claramente algo relativamente devastador está acontecendo nesta manhã no extremo sul da ilha de Manhattan. Mais uma vez, uma cena de uma das torres do World Trade Center.
 Sean Murtagh, vice-presidente de finanças e administração da CNN, foi o primeiro funcionário da rede no ar. Ele ligou para o CNN Center de seu escritório no escritório da CNN em Nova York e informou que um jato comercial atingiu o Trade Center.
Daryn Kagan e Leon Harris estavam no ar pouco depois das 9:00, quando o segundo avião atingiu a Torre Norte do World Trade Center e, por meio de uma entrevista com o correspondente da CNN, David Ensor, informou a notícia de que autoridades estadunidenses determinaram "que este é um ato terrorista". Mais tarde, Aaron Brown e Judy Woodruff ancoraram dia e noite enquanto os ataques se desenrolavam, ganhando o prêmio Edward R. Murrow pela rede.

#### Eleição de 2008 nos Estados Unidos

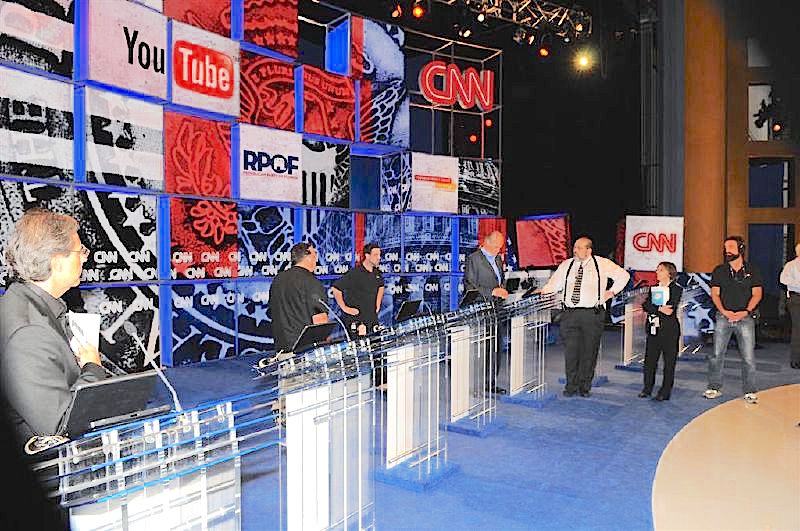
Palco do segundo debate presidencial da CNN no YouTube em 2008

Antes da eleição presidencial de 2008 nos Estados Unidos, a CNN dedicou grande parte de sua cobertura à política, incluindo a realização de debates de candidatos durante as temporadas primárias democrata e republicana . Em 3 e 5 de junho de 2007, a CNN se uniu ao Saint Anselm College para patrocinar os debates republicanos e democratas de New Hampshire. Mais tarde naquele ano, o canal sediou os primeiros debates presidenciais da CNN  no YouTube, um formato não tradicional em que os espectadores eram convidados a enviar previamente perguntas. Em 2008, a CNN fez uma parceria com o Los Angeles Times para sediar dois debates principais que antecederam a cobertura da Super Terça-Feira. O debate da CNN e a cobertura da noite das eleições levaram às suas audiências mais altas do ano, com uma média 1,1 milhão de espectadores em janeiro de 2008, um aumento de 41% em relação ao ano anterior.

#### Eleição de 2016 nos Estados Unidos
Impulsionada pela cobertura ao vivo da eleição presidencial de 2016 dos Estados Unidos, este foi o ano em que a CNN foi mais assistida em sua história. Durante toda a campanha, a rede transmitiu cobertura inédita de muitos dos comícios da campanha de Donald Trump. Assessores dos candidatos republicanos Marco Rubio, Jeb Bush e Ted Cruz acusaram o presidente da CNN, Jeff Zucker, de minar seus candidatos durante as primárias republicanas. Após a eleição, Zucker reconheceu que foi um erro expor tantos dos comícios da campanha. A CNN também recebeu críticas durante a eleição por contratar o ex-gerente de campanha de Trump, Corey Lewandowski, que ainda estava sendo pago e estava efetivamente trabalhando em nome da campanha.

### Presidência de Trump e compra pela AT&T

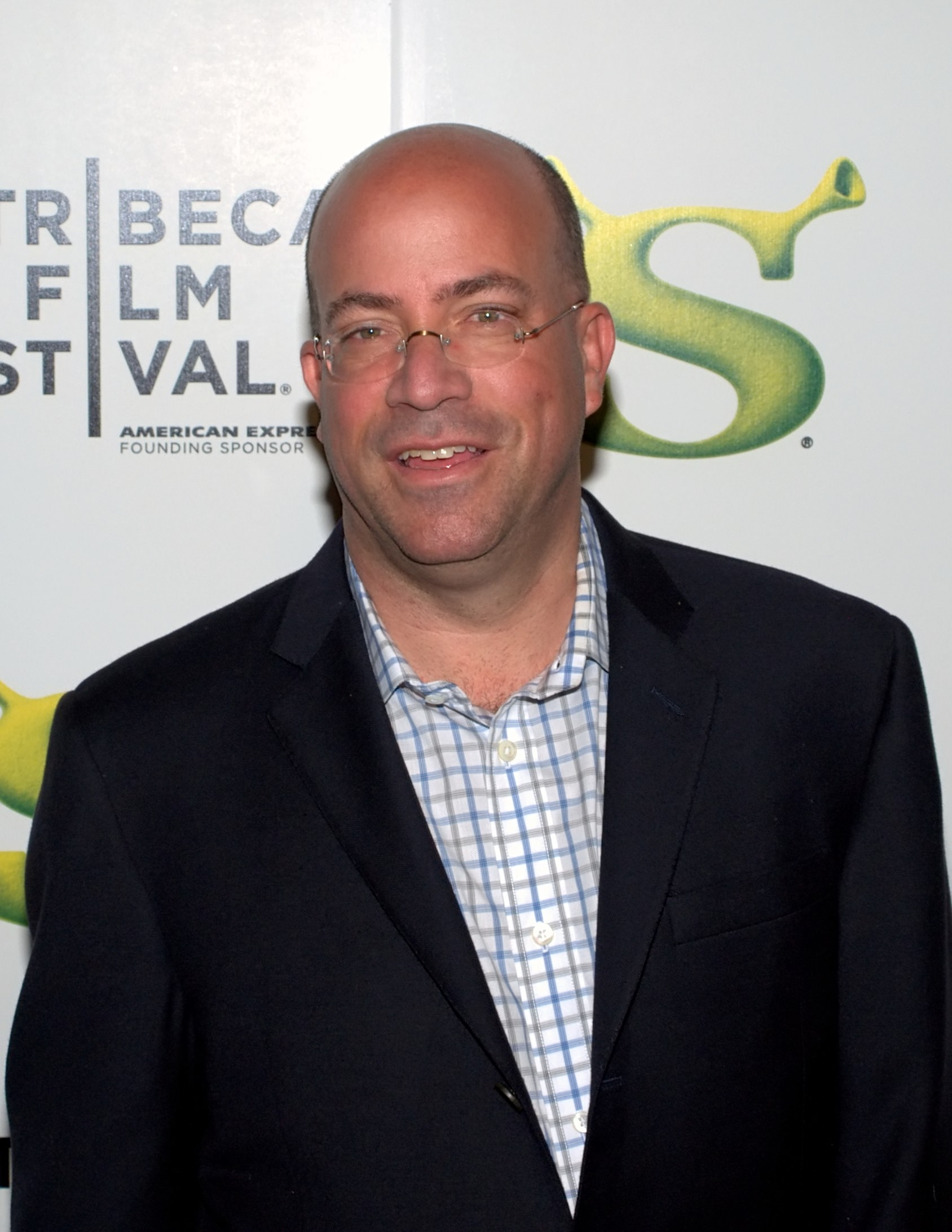
O presidente mundial da CNN, Jeff Zucker

A presidência de Donald Trump levou a muitas controvérsias importantes envolvendo a CNN. A rede foi acusada por críticos de fornecer quantidades desproporcionais de cobertura a Donald Trump e à candidata democrata Hillary Clinton. O presidente da CNN, Jeff Zucker, defendeu a CNN contra as críticas, comentando que dos candidatos republicanos, Trump estava mais disposto a dar entrevistas ao vivo. Trump comentou as alegações durante seu discurso na Conferência de Ação Política Conservadora (CPAC) de 2017, referindo-se à CNN como a "Rede de Notícias Clinton".
Em janeiro de 2017, a CNN informou que Trump havia sido informado sobre um dossiê  que detalha as informações pessoais e financeiras comprometedoras supostamente obtidas pelo governo russo. Embora a CNN não tenha publicado o dossiê, Trump criticou a rede durante uma conferência de imprensa no dia seguinte e se recusou a responder a uma pergunta do repórter Jim Acosta, alegando que a CNN era um canal de "notícias falsas".
Em julho de 2017, Trump postou um vídeo no Twitter, onde ele ataca Vince McMahon durante o WrestleMania 23, editado para substituir o rosto de McMahon pelo logotipo da CNN. O clipe foi considerado uma expressão adicional de suas opiniões sobre a qualidade da cobertura da rede. Vários colunistas da mídia e políticos democratas condenaram o vídeo retuitado, preocupados com o fato de que seu conteúdo - dado o tom de algumas das críticas de Trump aos principais meios de comunicação - poderia incentivar alguns de seus apoiadores de extrema-direita a cometer violência contra jornalistas de meios fora do espectro da mídia conservadora.
Mais tarde naquele mês, um grupo de senadores democratas, liderado por Amy Klobuchar, emitiu um pedido de informações sobre alegações de que o governo Trump estava planejando usar a CNN como "alavanca para ganhos políticos" no processo de liberação da proposta de aquisição de sua empresa-mãe, a Time Warner, pela AT&T - uma compra anunciada pela primeira vez em outubro de 2016. O The Daily Caller informou que, em particular, o governo estava buscando a remoção de Jeff Zucker como presidente da CNN. Embora Trump tenha prometido bloquear totalmente a aquisição durante sua campanha presidencial, a equipe de transição de Trump declarou posteriormente que o governo planejava avaliar o acordo sem preconceitos.
Após o anúncio da aquisição, o CEO da AT&T Randall L. Stephenson declarou que a empresa estava "comprometida em continuar com a independência editorial da CNN". Em agosto de 2017, a Deadline Hollywood informou que a AT&T havia considerado a cisão da CNN e sua participação na pós-aquisição da TMZ. Em outubro de 2017, Stephenson subestimou a possibilidade de que as tensões entre Trump e a CNN pudessem afetar o acordo, afirmando que ele "[não] sabia qual é a relevância da CNN em termos de uma revisão antitruste" e que a AT&T não planeja fazer alterações gerenciais nas propriedades da Time Warner que estavam funcionando bem, como a CNN. No final daquele mês, a CNN lançou uma nova campanha promocional, "Facts First", em um esforço para combater as percepções negativas sobre a qualidade de suas reportagens. Usando uma maçã para demonstrar metáforas para notícias falsas e "fatos alternativos" (em particular, sugerindo que alguém poderia opinar persistentemente que a maçã era, na verdade, uma banana), os anúncios divulgam o compromisso de priorizar relatos precisos e baseados em fatos antes de apresentar opiniões sobre uma história particular. O anúncio passou a ser objeto de paródias, incluindo uma do The Daily Caller (que reverteu o anúncio e alterou o slogan com "a menos que estejamos relatando sobre Trump") e foi criticado por editores conservadores, políticos republicanos e nas mídias sociais.

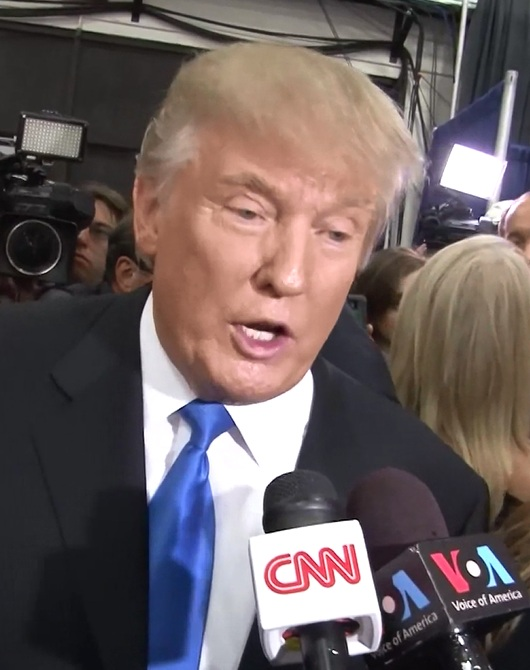
Donald Trump sendo entrevistado pela CNN e pelo Voz da América em 2016.

Em 6 de novembro de 2017, Stephenson se reuniu com Makan Delrahim, procurador-geral assistente da Divisão Antitruste do Departamento de Justiça dos Estados Unidos, para discutir questões antitruste e de concentração de propriedade da mídia em torno da aquisição e possíveis opções para satisfazê-las. Dois dias depois, os principais meios de comunicação informaram publicamente que o Departamento de Justiça havia recomendado que toda a unidade Turner Broadcasting System, ou DirecTV, fosse alienada como condição da fusão. O Financial Times foi além, afirmando que exigia especificamente a alienação da CNN. Stephenson negou esses relatos, afirmando que ele nunca ofereceu nem teve nenhuma intenção de vender a CNN. O correspondente de mídia da CNN, Brian Stelter, observou que os meios de comunicação interpretavam as supostas recomendações como sendo uma preocupação genuína da escala da AT&T após a fusão ou uma medida de retaliação do governo Trump contra a CNN.
Na conferência do DealBook na cidade de Nova York no dia seguinte, Stephenson negou que o Departamento exigisse a alienação da CNN (afirmando que ele "nunca fora informado de que o preço de concluir o negócio era vender a CNN") e que a empresa pretendia "chegar a um acordo negociado". No entanto, ele afirmou que, se não pudessem fazê-lo, a AT&T estava "preparada para litigar". Em uma declaração à CNBC, um funcionário do Departamento de Justiça apoiou Stephenson, negando que houvesse alguma demanda específica para desinvestir a CNN durante a discussão e considerando as alegações "chocantes" e uma tentativa de politizar a situação. O funcionário acrescentou que o Departamento recomendou oficialmente o abandono total do negócio ou a alienação da DirecTV ou da Turner, mas estava aberto a outras opções para conter as preocupações antitruste. No mesmo dia, o grupo de vigilância Protect Democracy processou o Departamento de Justiça para buscar informações sobre se o governo Trump "havia interferido indevidamente na revisão do Departamento sobre a fusão entre AT&T e da Time Warner, ou agiu nesse assunto com base nas posições pessoais do presidente". O grupo havia emitido uma solicitação com base na Lei de Liberdade de Informação para solicitar esses detalhes, mas o Departamento não havia respondido. Em 20 de novembro de 2017, o Departamento de Justiça entrou com uma ação antitruste sobre a aquisição.

### 2018—presente

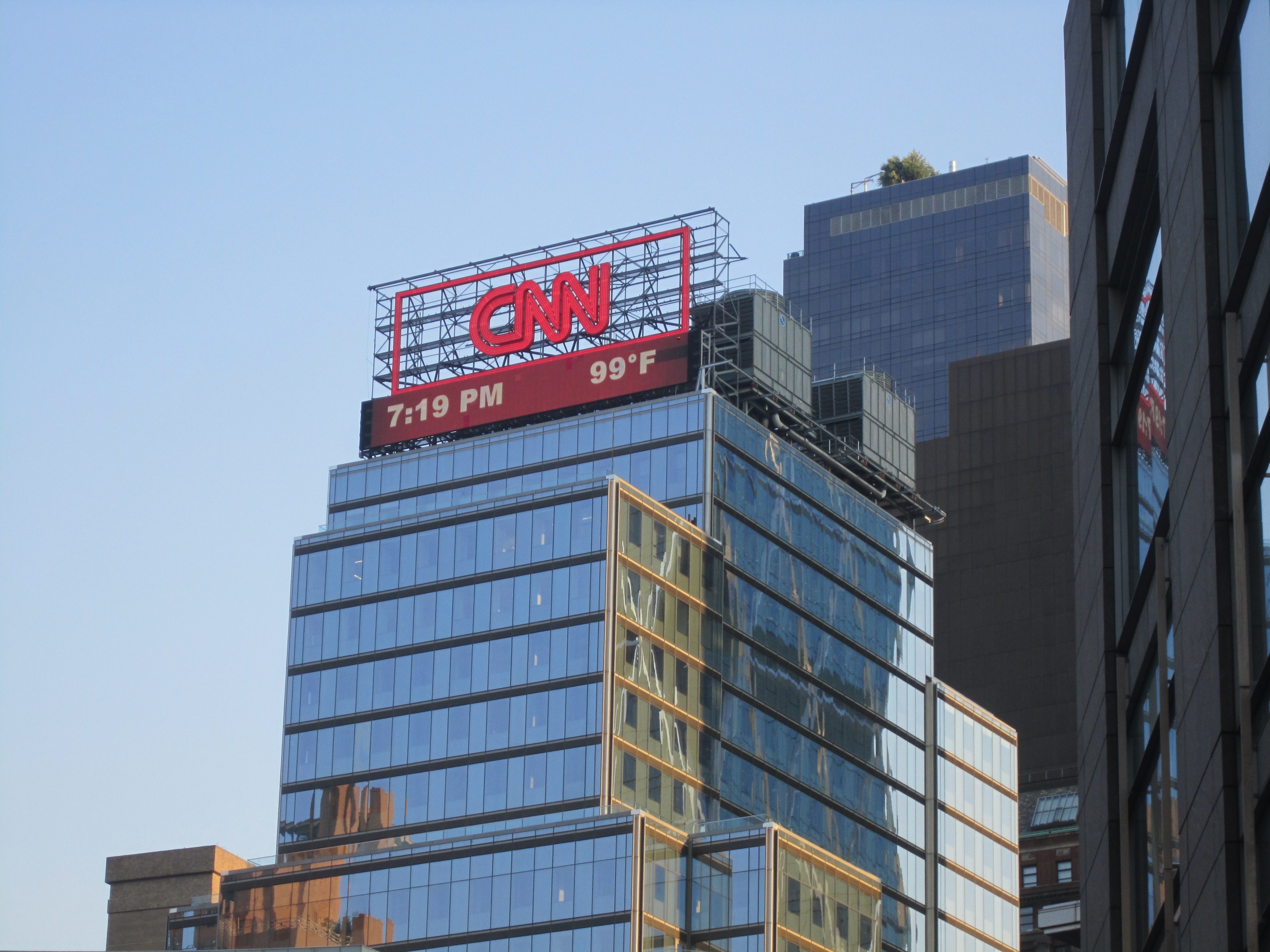
Sede da CNN em Nova Iorque.

Depois que o juiz Richard J. Leon decidiu a favor da AT&T no processo e aquisição foi concluída em 14 de junho de 2018, quando a TimeWarner foi renomeada para WarnerMedia.
Em março de 2019, a WarnerMedia anunciou uma reestruturação que dissolveu efetivamente a Turner Broadcasting, colocando a CNN, a Turner Sports e as redes esportivas regionais da AT&amp;T SportsNet em uma nova divisão: a "WarnerMedia News & Sports", com Jeff Zucker assumindo o comando da operação combinada.
Em 6 de maio de 2019, a CNN começou a transmitir programas de seus novos estúdios no 30 Hudson Yards, que sucederam o Time Warner Center como sede da WarnerMedia em Nova York. No final de maio de 2019, a CNN International anunciou que estava reduzindo sua programação e sua equipe com sede em Londres para reduzir custos, citando perdas de 10 milhões de dólares por ano.

## Emissoras

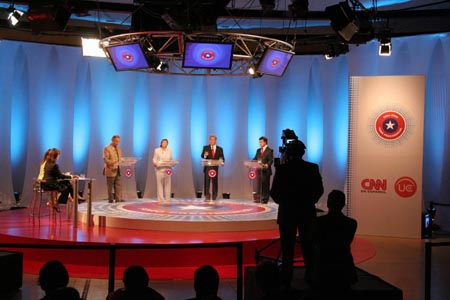
Debate televisivo transmitido pela CNN en Español nas eleições chilenas de 2005.

### Televisão
- CNN Airport Network
- CNN Brasil
- CNN Portugal
- CNN Chile
- CNN en Español
- CNN International
- CNNj
- CNN Turk
- CNN Indonesia
- CNN-News18
- CNN Philippines
- HLN
- CNN Prima News (República Tcheca)

#### CNN Brasil
Em 14 de janeiro de 2019, a CNN anunciou que fechou um acordo para licenciar sua marca no Brasil. A CNN Brasil é controlada por uma empresa liderada por Douglas Tavolaro, ex-diretor de jornalismo da RecordTV. Segundo a Exame, o canal queria começar a operar tendo cerca de 400 vagas para jornalistas. Sua sede é em São Paulo, com filiais no Rio de Janeiro e em Brasília, além de filiais internacionais e o responsável por sua vinda ao Brasil foi o empresário Rubens Menin, fundador e presidente do conselho da construtora MRV. Antes, em 2017, o canal fez parceria com a RedeTV! e a Simba Content, formada também por SBT e RecordTV, que foi um fracasso. A estreia aconteceu no dia 15 de março de 2020.

#### CNN Portugal
No dia, 24 de maio de 2021 foi acordado entre a Média Capital (proprietária da TVI) e a CNN a substituição do canal noticioso TVI24 para CNN Portugal. No dia 26 de julho de 2021 foi criado um site para o canal, cnnportugal.pt e iniciou-se o processo de contratação para reforçar a equipa existente . As emissões iniciaram-se a 22 de novembro de 2021.

### Rádio
- CNN Radio
- CNN Brasil Rádio
- CNN Rádio en Español
- CNN Rádio Argentina
- CNN Turk Rádio
- CNN Rádio Indonésia